# نوكيا 108
نوكيا 108 هو هاتف محمول من نوكيا يعمل بنظام سيمبيان تم الكشف عنه عام 2013، تم طرحه في الأسواق في 2013.

## الخصائص
- نظام التشغيل: سيمبيان
- الكاميرا الأمامية: لا يدعم
- الكاميرا الخلفية: 640x480 بكسل
- الوزن: 702
- الذاكرة: 4 ميجا رام

## التوفر
يتوفر بالألوان: أسود، أبيض، أحمر، أزرق، أصفر